# フィーバーダンス
『フィーバーダンス』は、1999年7月にSANKYOが発売した、コミカルなキャラクター達が様々なダンス演出で活躍するパチンコ機のシリーズ名。
フィーバーダンスEXとフィーバーダンスSPの2機種がある。

## 概要
液晶型のデジパチ。各リーチアクションにダンスの要素を取り入れている。本機に登場するキャラクターは大当たり図柄にも採用されている女の子キャラクターの「レイちゃん」以外に、「サタデーJr.」「モンザエモン」「トーマス兄弟」がいる。各キャラクターたちはリーチアクションや予告演出で活躍する。時短搭載の現金機として発売され、2種類のスペックが存在する。フィーバーダンスEXは奇数図柄かレイちゃん図柄が揃って大当たりの場合に時短に突入する。フィーバーダンスSPは大当たり図柄ごとに時短回数が決められており、100回・60回・30回・0回のいずれかが図柄ごとに設定されている。0図柄か6図柄揃いでの大当たりの場合は時短回数は0回なので時短には突入しない。電チューの開放時間と開放回数が通常時と時短中で異なる。小当たり当選時の電チュー開放時間は通常時は0.2秒だが時短中は1.6秒まで延長され、電チュー開放回数も通常時は1回のところが時短中であれば2回に増えるので、時短中の止め打ちによる効果が大きい機種である。

## スペック
- フィーバーダンスEX
  - 賞球数 5&13
  - 大当たり最高継続 16R
  - 大当たり確率 1/221.5
  - 時短突入率　1/2
  - 時短回数　123回
- フィーバーダンスSP
  - 賞球数 5&13
  - 大当たり最高継続 10R
  - 大当たり確率 1/140.5
  - 時短突入率　5/6
  - 時短回数
    - 1/4で100回
    - 1/4で60回
    - 1/3で30回

## 図柄
- 0
- 1
- 2
- 3
- 4
- 5
- 6
- 7
- 8
- 9
- Dance
- レイちゃん

## 演出
予告アクションは、メインデジタル回転中にモンザエモンのカツラが揺れる「カツラ予告」、トーマス兄弟が画面を横切る「ブラザー予告」、図柄のスベリ予告の3パターン存在する。リーチアクションも様々なパターンがあり、ダンス要素を取れ入れたものとなっている。左右で図柄がテンパイした後にレイちゃんが中出目に頭突きして図柄を停止させるノーマルリーチ以外に、複数の演出パターンがある。
- スクラッチ

レイちゃんがDJをしながら中出目を停止させる。
- ラインダンス

レイちゃんが足を上げて中出目を蹴り上げていく。
- ツイスト

3段階に分かれたメーターで大当たり信頼度が表示されるサタデーJr.がダンスを繰り広げる。
- プリマ

モンザエモンがバレエを踊る。
- カブキ

モンザエモンが歌舞伎役者になって中出目をスロー移行させる。
- ツインズ

トーマス兄弟が出目を合体させる。
他には、演出が最終段階まで発展すれば大当たり図柄が揃った状態で回転する「チャンスタイム」もある。

## サウンドトラック
- 『パチンコ着メロ from SANKYO』 キングレコード、2000年6月7日。KICA-1234。
  - BGMが収録されている。